# Quaregna
Quaregna är en ort och frazione i kommunen Quaregna Cerreto i provinsen Biella i regionen Piemonte i Italien. 
Quaregna upphörde som kommun den 1 januari 2019 och bildade med den tidigare kommunen Cerreto Castello den nya kommunen Quaregna Cerreto. Den tidigare kommunen hade 1 429 invånare (2018).